# Aeroportul Internațional Khartoum
Aeroportul Internațional Khartoum (în arabă مطار الخرطوم الدولي) (IATA: KRT, ICAO: HSSS) este un aeroport din Khartoum, Statul Khartoum, Sudan ce deservește zona Khartoum. Aeroportul a fost tranzitat în 2017 de 3.492.097 de pasageri. A fost numit după zona deservită.
Situat la o altitudine de 386 m, aeroportul dispune de 1 pistă.

## Infrastructură

### Piste
Aeroportul dispune de o singură pistă. Pista 18/36 are suprafața de asfalt și dimensiunile 2.980 m × 45 m. 